# Постоянная Апери
Постоя́нная Апери́  (англ. Apéry's constant, фр. Constante d'Apéry) — вещественное число, обозначаемое {\displaystyle \zeta (3)} (иногда {\displaystyle \zeta _{3}}), которое равно сумме обратных к кубам целых положительных чисел и, следовательно, является частным значением дзета-функции Римана:
{\displaystyle \zeta (3)=\sum _{k=1}^{\infty }{\frac {1}{k^{3}}}={\frac {1}{1^{3}}}+{\frac {1}{2^{3}}}+{\frac {1}{3^{3}}}+{\frac {1}{4^{3}}}+\dots }.
Численное значение постоянной выражается бесконечной непериодической десятичной дробью:
{\displaystyle \displaystyle \zeta (3)=}  1,202 056 903 159 594 285 399 738 161 511 449 990 764 986 292 340 498 881 792 271 555 3…
Названа в честь Роже Апери, доказавшего в 1978 году, что {\displaystyle \zeta (3)} является иррациональным числом (теорема Апери). Изначальное доказательство носило сложный технический характер, позднее найден простой вариант доказательства с использованием многочленов Лежандра. Неизвестно, является ли постоянная Апери трансцендентным числом.
Эта постоянная давно привлекала интерес математиков — ещё в 1735 году Леонард Эйлер вычислил её с точностью до 16 значащих цифр (1,202056903159594).

## Приложения в математике и физике

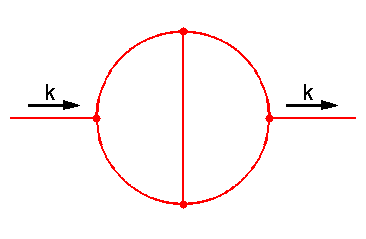
Двухпетлевая диаграмма Фейнмана, результат для которой содержит

В математике постоянная Апери встречается во многих приложениях. В частности, величина, обратная {\displaystyle \zeta (3)}, даёт вероятность того, что любые три случайным образом выбранных положительных целых числа будут взаимно просты — в том смысле, что при {\displaystyle N\to \infty } вероятность того, что три положительных целых числа, меньших, чем {\displaystyle {\textstyle {N}}} (и выбранных случайным образом) будут взаимно простыми, стремится к {\displaystyle 1/\zeta (3)}.
Постоянная Апери естественным образом возникает в ряде проблем физики, включая поправки второго (и выше) порядков к аномальному магнитному моменту электрона в квантовой электродинамике. Например, результат для двухпетлевой диаграммы Фейнмана, изображённой на рисунке, даёт {\displaystyle 6\zeta (3)} (здесь предполагается 4-мерное интегрирование по импульсам внутренних петель, содержащих только безмассовые виртуальные частицы, а также соответствующая нормировка, включая степень импульса внешней частицы {\displaystyle k}). Другой пример — двумерная модель Дебая.

## Связь с другими функциями
Постоянная Апери связана с частным значением полигамма-функции второго порядка:
{\displaystyle \zeta (3)=-{\tfrac {1}{2}}\,\psi ^{(2)}(1)}
и появляется в разложении гамма-функции в ряд Тейлора:
{\displaystyle \Gamma (1+\varepsilon )=e^{-\gamma \varepsilon }\left[1+{\tfrac {1}{12}}\pi ^{2}\varepsilon ^{2}-{\tfrac {1}{3}}\zeta (3)\varepsilon ^{3}+O(\varepsilon ^{4})\right]},
где в виде {\displaystyle e^{-\gamma \varepsilon }} факторизуются вклады, содержащие постоянную Эйлера — Маскерони {\displaystyle {\textstyle {\gamma }}}.
Постоянная Апери также связана со значениями трилогарифма {\displaystyle \mathrm {Li} _{3}(z)} (частный случай полилогарифма {\displaystyle \mathrm {Li} _{n}(z)}):
{\displaystyle \mathrm {Li} _{3}(1)=\zeta (3)},
{\displaystyle \mathrm {Li} _{3}\left({\tfrac {1}{2}}\right)={\tfrac {1}{6}}(\ln 2)^{3}-{\tfrac {1}{12}}\pi ^{2}\ln 2+{\tfrac {7}{8}}\,\zeta (3)}.

## Представления в виде рядов
Некоторые другие ряды, члены которых обратны к кубам натуральных чисел, также выражаются через постоянную Апери:
{\displaystyle \zeta (3)={\tfrac {4}{3}}\sum _{k=1}^{\infty }{\frac {(-1)^{k-1}}{k^{3}}}={\tfrac {4}{3}}\left(1-{\frac {1}{2^{3}}}+{\frac {1}{3^{3}}}-{\frac {1}{4^{3}}}+\cdots \right)},
{\displaystyle \zeta (3)={\tfrac {8}{7}}\sum _{k=0}^{\infty }{\frac {1}{(2k+1)^{3}}}={\tfrac {8}{7}}\left(1+{\frac {1}{3^{3}}}+{\frac {1}{5^{3}}}+{\frac {1}{7^{3}}}+\cdots \right)}.
Другие известные результаты — сумма ряда, содержащего гармонические числа {\displaystyle {\textstyle {H_{k}}}}:
{\displaystyle \zeta (3)={\tfrac {1}{2}}\sum _{k=1}^{\infty }{\frac {H_{k}}{k^{2}}}},
а также двукратная сумма:
{\displaystyle \zeta (3)={\tfrac {1}{2}}\sum _{j=1}^{\infty }\sum _{k=1}^{\infty }{\frac {1}{jk(j+k)}}}.
Для доказательства иррациональности {\displaystyle \zeta (3)} Роже Апери пользовался представлением:
{\displaystyle \zeta (3)={\tfrac {5}{2}}\sum _{k=1}^{\infty }(-1)^{k-1}{\frac {(k!)^{2}}{k^{3}(2k)!}}={\tfrac {5}{2}}\sum _{k=1}^{\infty }{\frac {(-1)^{k-1}}{k^{3}{\binom {2k}{k}}}}},
где {\displaystyle {\textstyle {\binom {2k}{k}}={\frac {(2k)!}{k!^{2}}}}} — биномиальный коэффициент.
В 1773 году Леонард Эйлер привёл представление в виде ряда (которое впоследствии было несколько раз заново открыто в других работах):
{\displaystyle \zeta (3)={\tfrac {1}{7}}\pi ^{2}\left[1-4\sum _{k=1}^{\infty }{\frac {\zeta (2k)}{(2k+1)(2k+2)2^{2k}}}\right]},
в котором значения дзета-функции Римана чётных аргументов могут быть представлены как {\displaystyle {\textstyle {\zeta (2k)=(-1)^{k+1}(2\pi )^{2k}B_{2k}/(2(2k)!)}}}, где {\displaystyle {\textstyle {B_{2k}}}} — числа Бернулли.
Рамануджан дал несколько представлений в виде рядов, которые замечательны тем, что они обеспечивают несколько новых значащих цифр на каждой итерации. Один пример:
{\displaystyle \zeta (3)={\tfrac {7}{180}}\pi ^{3}-2\sum _{k=1}^{\infty }{\frac {1}{k^{3}(e^{2\pi k}-1)}}}
Саймон Плафф получил ряды другого типа
{\displaystyle \zeta (3)=14\sum _{k=1}^{\infty }{\frac {1}{k^{3}\sinh(\pi k)}}-{\tfrac {11}{2}}\sum _{k=1}^{\infty }{\frac {1}{k^{3}(e^{2\pi k}-1)}}-{\tfrac {7}{2}}\sum _{k=1}^{\infty }{\frac {1}{k^{3}(e^{2\pi k}+1)}}\;,}
а также аналогичные представления для других постоянных {\displaystyle \zeta (2n+1)}.
Были также получены другие представления в виде рядов:
{\displaystyle \zeta (3)={\tfrac {1}{4}}\sum _{k=1}^{\infty }(-1)^{k-1}{\frac {(56k^{2}-32k+5)(k-1)!^{3}}{(2k-1)^{2}(3k)!}}}
{\displaystyle \zeta (3)={\tfrac {8}{7}}-{\tfrac {8}{7}}\sum _{k=1}^{\infty }{\frac {{\left(-1\right)}^{k}\,2^{-5+12\,k}\,k\,\left(-3+9\,k+148\,k^{2}-432\,k^{3}-2688\,k^{4}+7168\,k^{5}\right)\,{k!}^{3}\,{\left(-1+2\,k\right)!}^{6}}{{\left(-1+2\,k\right)}^{3}\,\left(3\,k\right)!\,{\left(1+4\,k\right)!}^{3}}}}
{\displaystyle \zeta (3)={\tfrac {1}{64}}\sum _{k=0}^{\infty }(-1)^{k}{\frac {(205k^{2}+250k+77)\cdot k!^{10}}{(2k+1)!^{5}}}} (Амдеберхан и Цейльбергер, 1997)
{\displaystyle \zeta (3)={\tfrac {1}{24}}\sum _{k=0}^{\infty }(-1)^{k}{\frac {((2k+1)!(2k)!k!)^{3}(126392k^{5}+412708k^{4}+531578k^{3}+336367k^{2}+104000k+12463)}{(3k+2)!\cdot (4k+3)!^{3}}}}
Некоторые из этих представлений были использованы для вычисления постоянной Апери со многими миллионами значащих цифр.
В 1998 году получено представление в виде ряда, которое даёт возможность вычислить произвольный бит постоянной Апери.

## Представления в виде интегралов
Существует также большое количество различных интегральных представлений для постоянной Апери, начиная от тривиальных формул типа
{\displaystyle \zeta (3)={\frac {1}{2}}\int \limits _{0}^{\infty }\!{\frac {x^{2}}{e^{x}-1}}\,dx={\frac {2}{3}}\int \limits _{0}^{\infty }\!{\frac {x^{2}}{e^{x}+1}}\,dx}
или
{\displaystyle \zeta (3)=\int \limits _{0}^{1}\!{\frac {\ln(x)\ln(1-x)}{x}}\,dx}
следующих из простейших интегральных определений дзета-функции Римана, до достаточно сложных, таких, как
{\displaystyle \zeta (3)=\pi \!\!\int \limits _{0}^{\infty }\!{\frac {\cos(2\,\mathrm {arctg} \,x)}{\left(x^{2}+1\right){\big [}\mathrm {ch} {\big (}{\frac {1}{2}}\pi x{\big )}{\big ]}^{2}}}\,dx\qquad } (Иоган Йенсен),
{\displaystyle \zeta (3)=-{\frac {1}{2}}\int \limits _{0}^{1}\!\!\int \limits _{0}^{1}{\frac {\ln(xy)}{\,1-xy\,}}\,dx\,dy\qquad } (Фритс Бёкерс),
{\displaystyle \zeta (3)=\,{\frac {8\pi ^{2}}{7}}\!\!\int \limits _{0}^{1}\!{\frac {x\left(x^{4}-4x^{2}+1\right)\ln \ln {\frac {1}{x}}}{\,(1+x^{2})^{4}\,}}\,dx\qquad } (Ярослав Благушин).

## Цепные дроби
Цепная дробь для константы Апери (последовательность A013631 в OEIS) выглядит следующим образом:
{\displaystyle \zeta (3)=[1;4,1,18,1,1,1,4,1,9,9,2,1,1,1,2,7,1,1,7,11,1,1,1,\cdots ]=}
{\displaystyle =1+{\cfrac {1}{4+{\cfrac {1}{1+{\cfrac {1}{18+{\cfrac {1}{1+\ldots }}}}}}}}\;}
Первую обобщённую цепную дробь для константы Апери, имеющую закономерность, открыли независимо Стилтьес и Рамануджан:
{\displaystyle \zeta (3)=1+{\cfrac {1}{4+{\cfrac {1^{3}}{1+{\cfrac {1^{3}}{12+{\cfrac {2^{3}}{1+{\cfrac {2^{3}}{20+{\cfrac {3^{3}}{1+{\cfrac {3^{3}}{28+{\cfrac {\dots }{\dots +{\cfrac {n^{3}}{1+{\cfrac {n^{3}}{4(2n+1)+\dots }}}}}}}}}}}}}}}}}}}}}
Она может быть преобразована к виду:
{\displaystyle \zeta (3)=1+{\cfrac {1}{5-{\cfrac {1^{6}}{21-{\cfrac {2^{6}}{55-{\cfrac {3^{6}}{119-{\cfrac {4^{6}}{225-{\cfrac {\dots }{\dots +{\cfrac {n^{6}}{(2n^{3}+3n^{2}+11n+5)+\dots }}}}}}}}}}}}}}}
Апери смог ускорить сходимость цепной дроби для константы:
{\displaystyle \zeta (3)={\frac {6}{5}}-{\cfrac {1^{6}}{117-{\cfrac {2^{6}}{535-{\cfrac {3^{6}}{1436-{\cfrac {4^{6}}{3105-{\cfrac {\dots }{\dots +{\cfrac {n^{6}}{(34n^{3}+51n^{2}+27n+5)+\dots }}}}}}}}}}}}}

## Вычисление десятичных цифр
Число известных значащих цифр постоянной Апери {\displaystyle \zeta (3)} значительно выросло за последние десятилетия благодаря как увеличению компьютерных мощностей, так и улучшению алгоритмов.
| Дата           | Количество значащих цифр | Авторы вычисления                  |
| -------------- | ------------------------ | ---------------------------------- |
| 1735           | 16                       | Леонард Эйлер                      |
| 1887           | 32                       | Томас Иоаннес Стилтьес             |
| 1996           | 520 000                  | Greg J. Fee & Simon Plouffe        |
| 1997           | 1 000 000                | Bruno Haible & Thomas Papanikolaou |
| 1997, май      | 10 536 006               | Patrick Demichel                   |
| 1998, февраль  | 14 000 074               | Sebastian Wedeniwski               |
| 1998, март     | 32 000 213               | Sebastian Wedeniwski               |
| 1998, июль     | 64 000 091               | Sebastian Wedeniwski               |
| 1998, декабрь  | 128 000 026              | Sebastian Wedeniwski               |
| 2001, сентябрь | 200 001 000              | Shigeru Kondo & Xavier Gourdon     |
| 2002, февраль  | 600 001 000              | Shigeru Kondo & Xavier Gourdon     |
| 2003, февраль  | 1 000 000 000            | Patrick Demichel & Xavier Gourdon  |
| 2006, апрель   | 10 000 000 000           | Shigeru Kondo & Steve Pagliarulo   |
| 2009, январь   | 15 510 000 000           | Alexander J. Yee & Raymond Chan    |
| 2009, март     | 31 026 000 000           | Alexander J. Yee & Raymond Chan    |
| 2010, сентябрь | 100 000 001 000          | Alexander J. Yee                   |
| 2013, сентябрь | 200 000 001 000          | Robert J. Setti                    |
| 2015, август   | 250 000 000 000          | Ron Watkins                        |
| 2015, декабрь  | 400 000 000 000          | Dipanjan Nag                       |
| 2017, август   | 500 000 000 000          | Ron Watkins                        |
| 2019, май      | 1 000 000 000 000        | Ian Cutress                        |
| 2020, июль     | 1 200 000 000 000        | Seungmin Kim                       |

## Прочие свойства
- Последовательность Эрлса для {\displaystyle \zeta (3)}: {\displaystyle 10,57,3938,421,41813,1625571,4903435,99713909\dots } (A229074 в OEIS)

- {\displaystyle \zeta (3)}-простые числа существуют для {\displaystyle n=10,55,109,141\dots } (A119334 в OEIS, сами числа - A119333).

- Номер первой встречи натурального {\displaystyle n} (начиная с {\displaystyle 0}) в десятичной записи {\displaystyle \zeta (3)} - {\displaystyle 3,1,2,10,16,6,7,23,18,8\dots } (A229187 OEIS).

- Известно, что последовательности {\displaystyle 0123456789} и {\displaystyle 9876543210} не встречаются в цифрах числа как минимум до {\displaystyle 10^{9}} (Вайсстайн, 2013).

## Открытые проблемы
- До сих пор неизвестно, является ли {\displaystyle \zeta (3)} нормальным числом, но, по крайней мере до {\displaystyle 10^{9}}, цифры числа распределены достаточно равномерно (Бэйли и Крэндл, 2003).

## Другие значения дзета-функции в нечётных точках
Существует много исследований, посвящённых другим значениям дзета-функции Римана в нечётных точках {\displaystyle \zeta (2n+1)} при {\displaystyle n>1}. В частности, в работах Вадима Зудилина и Тангая Ривоаля показано, что иррациональными является бесконечное множество чисел {\displaystyle \zeta (2n+1)}, а также что по крайней мере одно из чисел {\displaystyle \zeta (5)}, {\displaystyle \zeta (7)}, {\displaystyle \zeta (9)}, или {\displaystyle \zeta (11)} является иррациональным.